# Harper’s Bazaar
Harper’s Bazaar ist ein international erscheinendes Modemagazin aus den USA, das gegenwärtig (Stand: September 2023) mit 32 Ausgaben in 50 Ländern vertreten ist. Jeden Monat werden herausragende Fotografen, Künstler, Designer und Autoren eingeladen, ihre Sicht auf die Welt der Mode, Schönheit und Popkultur zu schildern. Das Magazin wird von der Hearst Corporation verlegt und gilt bereits seit dem Ende des 19. Jahrhunderts als schärfstes Konkurrenzprodukt zur Vogue.

## Geschichte

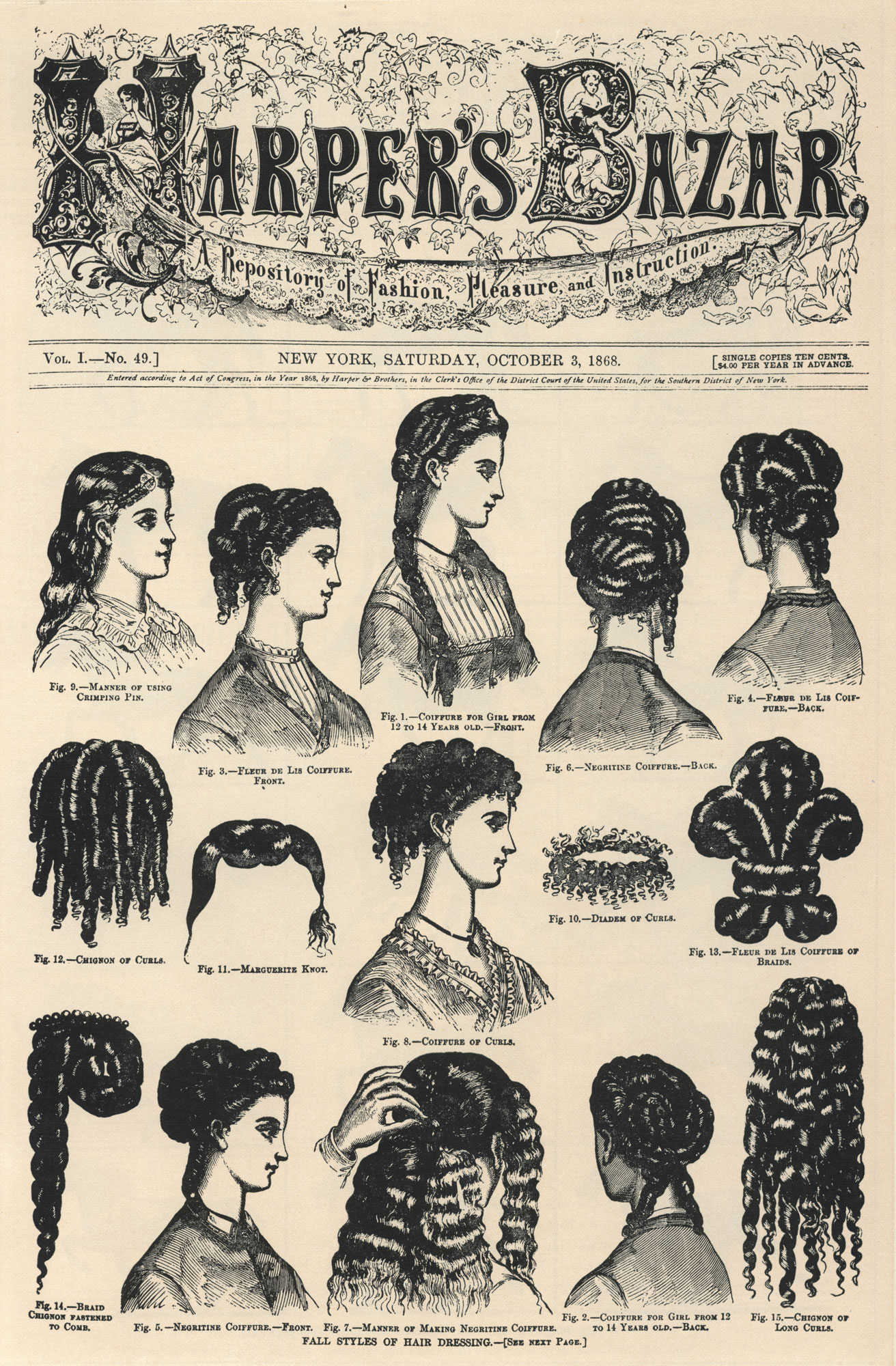
Titelseite der Ausgabe vom 3. Oktober 1868

Die Erstausgabe der damals noch Harper’s Bazar genannten Zeitschrift erschien 1867. Gegründet wurde es von den Verlegern Harper & Brothers (später HarperCollins), die auch Harper’s Magazine herausgaben. Seither entwickelte sich das Blatt zum Hort für außergewöhnliche Talente. Unter anderem arbeiteten Moderedakteure wie Carmel Snow, Alexei Brodowitsch, Diana Vreeland, Anna Wintour, Carrie Donovan, Millicent Fenwick oder Liz Tilberis und renommierte Fotografen wie Man Ray, Nickolas Muray, Louise Dahl-Wolfe, Richard Avedon, Inez van Lamsweerde, Diane Arbus und Patrick Demarchelier für das Magazin. Chefredakteurin der ersten US-Ausgabe war Mary Louise Booth, seit 2020 ist es Samira Nasr.
Im Februar 1959 war die von Richard Avedon fotografierte China Machado eines der ersten nicht-weißen Models, das auf den Seiten eines großen US-amerikanischen Modemagazins zu sehen war.
Im Juni 2006 posierte Britney Spears nackt mit schwarzen Haaren und im sechsten Monat schwanger für die Titelseite und eine Fotostrecke der US-Ausgabe August 2006.

## Verbreitung
Außer in den USA erscheint Harper’s Bazaar in Argentinien, Australien, Brasilien, Bulgarien, China, Deutschland, Griechenland, Großbritannien, Indien, Indonesien, Japan, Kanada, Österreich, Kasachstan, Malaysia, Polen, Rumänien, Russland, Singapur, Spanien, Südkorea, Serbien, Taiwan, Thailand, Tschechien, Türkei, Ukraine, Vietnam, Vereinigten Arabischen Emiraten. Zudem wird in Hongkong eine englischsprachige Version vertrieben und für ganz Lateinamerika eine einheitliche Ausgabe in spanischer Sprache verlegt.
Eine deutsche Ausgabe von Harper’s Bazaar existierte erstmals von 1985 bis 1999. Seit dem 31. August 2013 erscheint das Magazin wieder zehnmal jährlich bei Hubert Burda Media. Chefredakteurin war zunächst Margit J. Mayer, die zum 1. Januar 2015 von Kerstin Schneider abgelöst wurde. Der Redaktionssitz befand sich zuerst in Berlin und wurde im Januar 2016 nach München verlegt. Die verkaufte Auflage beträgt 47.685 Exemplare, ein Minus von 39,7 Prozent seit 2015.
| 1998 | 1999 | 2000 | 2001 | 2002 | 2003 | 2004 | 2005 | 2006 | 2007 | 2008 | 2009 | 2010 | 2011 | 2012 | 2013 | 2014 | 2015  | 2016  | 2017  | 2018  | 2019  | 2020  | 2021  | 2022  | 2023  | 2024  |
| ---- | ---- | ---- | ---- | ---- | ---- | ---- | ---- | ---- | ---- | ---- | ---- | ---- | ---- | ---- | ---- | ---- | ----- | ----- | ----- | ----- | ----- | ----- | ----- | ----- | ----- | ----- |
|      |      |      |      |      |      |      |      |      |      |      |      |      |      |      |      |      | 79120 | 72283 | 52122 | 53344 | 56487 | 58633 | 56184 | 57253 | 54259 | 47685 |

| 1998 | 1999 | 2000 | 2001 | 2002 | 2003 | 2004 | 2005 | 2006 | 2007 | 2008 | 2009 | 2010 | 2011 | 2012 | 2013 | 2014 | 2015 | 2016 | 2017 | 2018 | 2019 | 2020 | 2021 | 2022  | 2023  | 2024  |
| ---- | ---- | ---- | ---- | ---- | ---- | ---- | ---- | ---- | ---- | ---- | ---- | ---- | ---- | ---- | ---- | ---- | ---- | ---- | ---- | ---- | ---- | ---- | ---- | ----- | ----- | ----- |
|      |      |      |      |      |      |      |      |      |      |      |      |      |      |      |      |      |      | 792  | 3520 | 4002 | 3406 | 5602 | 6035 | 10866 | 15327 | 14466 |